# Điện Nam Trung
Điện Nam Trung is een xã in het district Điện Bàn, een van de districten in de Vietnamese provincie Quảng Nam.
De Vĩnh Điện stroomt door het westen van Điện Nam Trung. Een belangrijke verkeersader in Vĩnh Điện is de Quốc lộ 1A. Điện Nam Trung heeft ruim 6.000 inwoners op een oppervlakte van 7,68 km².